# Chrysler TV-8
Chrysler TV-8 — американський проєкт танка, розроблений корпорацією Chrysler у 1950-х роках. Танк був задуманий як середній танк, здатний пересуватися на суші та в воді. Танк мав захищати екіпаж від вибуху ядерної зброї. TV-8 ніколи не вироблявся серійно, дослідний зразок не побудований, був вироблений тільки макет.

## Історія
Проєкт Chrysler TV-8 був представлений у пропозиції Chrysler після наради з ASTRON. Використовуючи нетрадиційне компонування, в пропонованому танку весь екіпаж, двигун і боєкомплект, що зберігається, розташовувалися в башті, встановленої на легкому шасі, яке може бути відокремлено для повітряного перевезення. Загальна вага танка складала приблизно 25 тонн, з баштою вагою 15 тонн і шасі вагою 10 тонн.
Після розгляду проєкту було зроблено висновок, що компонування Chrysler TV-8 не має значних переваг у порівнянні зі звичайною конструкцією, і 23 квітня 1956 року виробництво танка та три пропозиції ASTRON були фактично припинені.

## Опис

### Потужність
У конструкції Chrysler TV-8 застосовано двигун Chrysler V-8 потужністю 300 к.с, який був з'єднаний з електричним генератором, розташованим у задній частині башти. Генератор мав обертати два електродвигуни у передній частині корпусу, що обертають відповідні ведучі котки гусениць. Інші способи живлення танка, які згодом були розглянуті, включали газотурбінний двигун і ядерний реактор.
Для руху по воді танк мав бути обладнаний водометними рушіями.

### Озброєння
Озброєння танка складало встановлену в башту 90-мм гармату T208 з гідравлічним механізмом наведення. Боєкомплект гармати зберігався у задній частині башти, відокремлений від відсіку з екіпажем сталевою перегородкою. Два співвісні кулемети калібру 7,62-мм і один кулемет з дистанційним керуванням калібру 12,7-мм розташовувалися на даху башти. Система камер відеоспостереження була реалізована як засіб для захисту екіпажу від спалаху тактичного ядерного вибуху та для покращення огляду.